# اي ايه (تطبيق)
اي ايه معروف سابقا باورجن هي منصة توزيع رقمي وإدارة حقوق رقمية ولعب جماعي عبر الإنترنت واتصال طورتها شركة إلكترونيك آرتس، البرنامج متاح لأجهزة الكمبيوتر ومنصات الأجهزة المحمولة، تحتوي على ميزات اجتماعية مثل إدارة الملفات الشخصية والتواصل مع الأصدقاء إلى جانب البث عبر تويتش. في عام 2011 صرحت إلكترونيك آرتس بأنها أرادت اورجن أن تضاهي منصة ستيم الخاصة بشركة فالف، بحلول عام 2013 كان لدى اورجن أكثر من 50 مليون مستخدم مسجل في المنصة.

## تاريخ المنصة
حصلت إلكترونيك آرتس على العلامة التجارية «اورجن» عندما اشترت «اورجن سستم» في عام 1992 كانت «اورجن سستم» استوديو ألعاب كبير في الثمانينيات والتسعينيات، اشتهر بألعاب أولتيما ووينغ كوماندر وكراوسدر.